# Herrarnas ringar i gymnastik vid olympiska sommarspelen 2000
Herrarnas ringar i gymnastik vid olympiska sommarspelen 2000 avgjordes den 16-24 september i Sydney SuperDome.

## Medaljörer
| Gren             | Guld                        | Silver                        | Brons                    |
| Herrarnas ringar | Szilveszter Csollány Ungern | Dimosthenis Tampakos Grekland | Jordan Jovtjev Bulgarien |

## Resultat

### Final
| Placering | Gymnast                    | Poäng |
| --------- | -------------------------- | ----- |
|           | Szilveszter Csollány (HUN) | 9.850 |
|           | Dimosthenis Tampakos (GRE) | 9.762 |
|           | Jordan Jovtjev (BUL)       | 9.737 |
| 4         | Yang Wei (CHN)             | 9.712 |
| 5         | Ivan Ivankov (BLR)         | 9.700 |
| 6         | Marius Toba (GER)          | 9.675 |
| 7         | Norimasa Iwai (JPN)        | 9.662 |
| 8         | Roman Zozulja (UKR)        | 9.637 |